# Lynyrd Skynyrd Box Set
Lynyrd Skynyrd Box Set je kompilacija hitova sastava Lynyrd Skynyrd.

## Popis pjesama

### Disk 1
1. "Free Bird" – 4:07
2. "Junkie" – 3:48
3. "He's Alive" – 3:09
4. "One More Time" – 5:02
5. "Gimme Three Steps" – 4:08
6. "Trust" – 4:12
7. "Comin' Home" – 5:29
8. "Mr. Banker" – 5:18
9. "Down South Jukin'" – 2:53
10. "Truck Drivin' Man" – 5:15
11. "I Ain't The One" – 3:46
12. "Poison Whiskey" – 3:08
13. "Tuesday's Gone" – 7:32
14. "Things Goin' On" – 4:58
15. "Free Bird" – 9:09

### Disk 2
1. "Sweet Home Alabama" – 4:43
2. "Was I Right Or Wrong" – 5:08
3. "Workin' For MCA" – 4:46
4. "Don't Ask Me No Questions" – 3:24
5. "Swamp Music" – 3:31
6. "The Ballad Of Curtis Loew" – 4:50
7. "The Needle And The Spoon" – 3:52
8. "Call Me The Breeze" – 5:06
9. "Saturday Night Special" – 5:08
10. "Made In The Shade" – 4:39
11. "Am I Losin'" – 4:33
12. "On The Hunt" – 5:26
13. "I Got The Same Old Blues" – 4:07
14. "Double Trouble" – 3:03
15. "Roll Gypsy Roll" – 2:49
16. "All I Can Do Is Write About It" – 4:20
17. "Four Walls Of Raiford" – 4:12

### Disk 3
1. "Gimme Back My Bullets" – 3:37
2. "Searching" – 4:00
3. "Simple Man" – 6:48
4. "Crossroads" – 4:17
5. "T For Texas" – 8:42
6. "Whiskey Rock-A-Roller" – 4:16
7. "Ain't No Good Life" – 4:38
8. "What's Your Name" – 3:36
9. "Georgia Peaches" – 3:12
10. "What's Your Name?" – 3:31
11. "I Never Dreamed" – 5:19
12. "I Know A Little" – 3:26
13. "Honky Tonk Night Time Man" – 4:02
14. "That Smell" – 5:47
15. "You Got That Right" – 3:45